# القنب الهندي في كوبا
القنب الهندي في كوبا غير قانوني

## التاريخ
تم إدخال القنب الهندي إلى كوبا كمحصول للنسيج في عام 1793, ولكن المزارعون في الجزيرة وجدوا أن السكر محصول أكثر ربحًا.
في عام 1949, قبل الثورة الكوبية, لاحظت إحدى المجلات أن معظم الحشيش الموجود في كوبا كان مستورداً من المكسيك، لكنه نما بشكل متزايد في الجزيرة، وكان يحظى باهتمام في المنشورات الطبية والقضائية والشرطية.